# Fahne und Wappen des Kantons Basel-Landschaft
Das Wappen des Kantons Basel-Landschaft ist ein nach rechts (heraldisch: links) gerichteter roter Krummstab auf weissem (heraldisch: silbernem) Feld, Baselstab genannt. Drei Querbalken unterbrechen diesen Stab, der oben sieben sogenannte Krabben (Punkte) enthält, nach unten breiter wird und in drei Zacken ausläuft. Die Standesfarben sind Weiss und Rot.
Das Wappen entspricht dem um den roten Schildrand reduzierten bürgerlichen Wappen der Stadt Liestal, existiert in der heutigen Form seit 1834 und ist seit 1947 offiziell.

## Blasonierung
Die offizielle Beschreibung des Wappens des Kantons Basel-Landschaft lautet seit 1948:
Das Kantonswappen besteht aus einem vom Standpunkt des Beschauers aus betrachtet sich nach rechts wendenden roten Bischofstab mit sieben Krabben am gebogenen Knauf. Der Stab liegt auf silbernem Grund und ist schwarz eingefasst.
Blasonierung nach Mühlemann (1977):
In Silber ein linksgewendeter roter Bischofsstab (Baselstab) mit sieben roten Krabben (gotischen Verzierungen) am Knauf.

## Geschichte
Der Baselstab ist eine stilisierte Nachbildung des Krummstabs der Bischöfe. 
Der Bischofsstab erscheint bereits um 1100 auf  einem in Basel geprägten Dünnpfennig.
Die heraldische, unten in drei Zipfeln auslaufende Form erscheint erstmals in dieser Form auf dem Stebler (Stäbler), einer seit etwa 1370 von der Stadt im eigenen Münzrecht geprägten Silbermünze im Wert eines halben Pfennigs. Johann von Vienne (r. 1365–1382) führte als erster Bischof den Baselstab in einem zweiten Wappenschild neben seinem Familienwappen in seinem Siegel.
Seit dem 15. Jahrhundert führten Basler Bischöfe den Baselstab auch im Geviert in ihren Wappen.
Spätestens im ausgehenden 15. Jahrhundert wurde im Gegensatz zum Wappen des Fürstbistums Basel, das den Bischofsstab in rot auf silbernem Grund zeigte, das Wappen der Stadt Basel geschaffen, seit seinem Beitritt zur Eidgenossenschaft 1501  auch das Standeswappen Basels als Kanton der Eidgenossenschaft, und heute Wappen des Kantons Basel-Stadt.
Bei der Separation des Kantons Basel-Landschaft von der Stadt im Jahr 1832 musste man sich über ein neues Wappen Gedanken machen. 1834 wurde das Wappen der Stadt Liestal als Kantonswappen übernommen, jedoch ohne die dicke rote Bordüre (Schildrand).
Das Wappen des Amtes Liestal ist seit dem 16. Jahrhundert belegt, in der Stumpfschen Chronik von 1548 allerdings ohne die Krabben, in   Wurstisens Basler Chronik von 1580 mit sechs Krabben.
In Darstellungen des Wappens aus dem 19. Jahrhundert sind statt den Krabben oft frei um den Knauf schwebende Pünktchen oder Kügelchen zu sehen. Der älteste Beleg für diese Krabben ist das Stadtsiegel von Liestal, belegt seit 1407 (wobei einige Autoren annehmen, das Siegel selbst datiere noch auf das späte 14. Jahrhundert).
Laut Heitz (1964) schwankt die Zahl der Krabben zwischen vier (14. Jh.), fünf (frühes 15. Jh.), sechs (Mitte 16. Jh.) und schliesslich sieben (18. Jh.).
Im 16. Jahrhundert bestand auch ein alternatives Wappen für das Städtchen Liestal (im Unterschied zum Amt Liestal), nach Jakob Rytter, Pfarrer von Liestal (1570–1611): über grünem Dreiberg in Silber zwei gekreuzte goldene Leuchter mit roten Flammen.
Der rote Baselstab mit den sieben Ausbuchtungen wird im Dialekt auch  Siebedupf genannt.
Im offiziellen Wappenbuch der Bundeskanzlei von 1948 bestand noch die Auffassung, der Knauf des Baselstabs sei in der Fahne, entgegen seiner Ausrichtung im Wappen, in Richtung Fahnenmast gewendet. Dies entsprach nie der Praxis im Kanton selbst, und im Fahnenreglement der Schweizer Armee von 2007 wird nun auch ausdrücklich darauf verwiesen, der Knauf sei von der Fahnenstange weg bzw. heraldisch nach links gewendet. Bei der Wahl des Wappens 1833/4 stellte der abgetrennte Halbkanton den Baslerstab bewusst heraldisch «verkehrt» dar, wohl als Ausdruck der Absicht, dem ehemaligen Souverän nun den «Rücken zu kehren».
Um Verwechslungen auszuschliessen, änderte die Stadt Liestal 1921 ihr Stadtwappen, in dem es entsprechend ihrem Stadtsiegel die Bordüre wegliess und die untere Hälfte des Wappens komplett in rot hielt.
1947 genehmigte der Regierungsrat von Baselland  die vom Liestaler Maler und Grafiker Otto Plattner (1886–1951) entworfene und von Albert Zehntner ausgeführte vereinfachte Wappenversion.
Von 1834 bis 1998 wurden die beiden Formen des Baselstabs auch nebeneinander in einem Wappenschild dargestellt, für die zwei Halbkantone des eidgenössischen Kantons Basel; seit 1999 ist die Bezeichnung «Halbkanton» nicht mehr offiziell, die ehemaligen Halbkantone werden seither offiziell auch als Kantone bezeichnet.